# Miss Brasil 2000
Miss Brasil 2000 foi a 46ª edição do tradicional concurso de beleza feminino de Miss Brasil, válido para a disputa de Miss Universo 2000. Esta edição foi realizada no dia seis de abril no espaço de eventos "Scala Rio" no estado do Rio de Janeiro. A gaúcha Miss Brasil 1999 Renata Fan coroou Josiane Kruliskoski  do Mato Grosso no fim da competição. O concurso foi transmitido regionalmente pela rede CNT de televisão e apresentado pela Miss Brasil 1985 Márcia Gabrielle junto ao jornalista Edilásio Júnior.

## Resultados

### Colocações
| Posição                                                   | Estado e Candidata |
| --------------------------------------------------------- | --- |
| Vencedora                                                 | - Mato Grosso - Josiane Kruliskoski |
| 2º. Lugar                                                 | - Santa Catarina - Francine Eickemberg |
| 3º. Lugar                                                 | - Rio Grande do Sul - Fernanda Schiavo |
| 4º. Lugar                                                 | - Rio de Janeiro - Keity Dembergue |
| 5º. Lugar                                                 | - Minas Gerais - Fernanda Soares |
| (TOP 11) Semifinalistas (Em ordem de classificação final) | - Bahia - Halina Silva - Paraná - Fernanda Schirr - São Paulo - Vanessa Martins - Rio Grande do Norte - Jussara Brandão - Goiás - Jelly Silveira - Pará - Waleska Tavares |

### Prêmios Especiais
Foram distribuídos os seguintes prêmios este ano:
| Prêmio            | Estado e Candidata         |
| ----------------- | -------------------------- |
| Miss Simpatia     | - Piauí - Darllyanne Moura |
| Miss Voto Popular | - Bahia - Halina Silva     |

## Candidatas
Disputaram o título este ano:
| - Acre - Érika Marcondes Marques - Alagoas - Simonne Luz Menezes - Amapá - Alessandra Resende - Amazonas - Viviane Lima de Souza - Bahia - Halina Francisca dos Santos - Ceará - Wanuska Aguiar Dantas - Distrito Federal - Tatiana Pereira Borges - Espírito Santo - Sabrina Trivilim Klein - Goiás - Jelly Silva da Silveira | - Maranhão - Sabrina Teixeira - Mato Grosso - Josiane Kruliskoski - Mato Grosso do Sul - Cláudia Renata Rohde - Minas Gerais - Fernanda Soares dos Santos - Pará - Waleska Tavares e Silva - Paraíba - Jorgelane Caires Miranda - Paraná - Fernanda Letícia Schirr - Pernambuco - Djanira Barbosa - Piauí - Darllyanne de Moura | - Rio de Janeiro - Keity Dembergue Gripp - Rio Grande do Norte - Jussara Castilho - Rio Grande do Sul - Maria Fernanda Schiavo - Rondônia - Ana Paula Nakano - Roraima - Rossiany Bantin - Santa Catarina - Adriane Gomes Pereira - São Paulo - Vanessa Martins Fernandes - Sergipe - Josiane Santos Ângelo - Tocantins - Isabele Araújo Domingos |

## Repercussão na Mídia

### Música
Em 1978, a cantora Rita Lee gravou uma música chamada Miss Brasil 2000, do álbum Babilônia. O trecho mais notório perguntava: "Será que ela vai continuar com a tradição?". A peça musical, conhecida pelo seu non-sense, foi usada como fundo de uma reportagem do programa global dominical Fantástico (assinada por Glória Maria) sobre o evento. A tradição que o trecho se refere da-se pelo ótimo desempenho que o país havia conquistado na época de ouro, que vai dos anos cinquenta a setenta.